# ژئومونسان
ژئومونسان (به لاتین: Geomunsan) یک کوه در کره جنوبی است که در کره جنوبی واقع شده‌است. ژئومونسان ۱٬۱۷۵ متر بالاتر از سطح دریا واقع شده‌است.